# Paul Kraszon
Paul Kraszon (* 3. März 1918 in Ruda, Landkreis Ratibor, Oberschlesien) ist ein ehemaliger Funktionär der SED in der DDR.

## Leben
Kraszon, Sohn eines Bergmanns, war nach dem Besuch der Volksschule und der Berufsschule ebenfalls als Bergmann und später als Steiger in Oberschlesien tätig. Während des Zweiten Weltkrieges leistete er seinen Wehrdienst in der Wehrmacht als Feuerwerker.
Nach Kriegsende trat er 1946 als Mitglied der SED bei und war als Werkleiter im VEB Braunkohlenwerk Pfännerhall in Braunsbedra beschäftigt, ehe er zwischen August 1952 und Februar 1953 Sekretär für Landwirtschaft der SED-Bezirksleitung Chemnitz war.
Im Februar 1953 wurde Kraszon als Nachfolger von Eberhard Arlt Leiter der Abteilung Grundstoffindustrie des ZK der SED, wurde im Juni 1953 mit einer Parteistrafe belegt und gab dieses Amt bereits im April 1954 an Berthold Handwerker ab. Er selbst wurde daraufhin Werkleiter im VEB Steinkohlenwerk Martin Hoop in Zwickau und war zugleich Mitglied der SED-Stadtleitung Zwickau.

## Auszeichnungen
- 1958 Ehrentitel „Verdienter Bergmann der Deutschen Demokratischen Republik“[4]